# Sojuz 29
Sojuz 29 è la denominazione di una missione della navicella spaziale Sojuz verso la stazione spaziale sovietica Saljut 6 (DOS 5). Si trattò del ventottesimo volo equipaggiato di questa capsula, del quarantottesimo volo nell'ambito del programma Sojuz sovietico nonché del quinto volo equipaggiato verso la predetta stazione spaziale (il quarto equipaggiato - a causa dell'insuccesso della Sojuz 25 - che riuscì effettivamente a svolgere la manovra di aggancio con conseguente visita e soggiorno all'interno della stazione stessa). Prima di questa missione si era svolta la missione di collaudo del nuovo tipo di navicella spaziale, la Sojuz-T, lanciata priva di equipaggio sotto la denominazione di camuffaggio Cosmos 1001.

## Equipaggio

### Equipaggio principale
| Ruolo                                      | Equipaggio al lancio                                 | Equipaggio all'atterraggio           |
| ------------------------------------------ | ---------------------------------------------------- | ------------------------------------ |
| Comandante                                 | Uladzimir Kavalënak, GCTC Saljut 6 EO-2 Secondo volo | Valerij Bykovskij, GCTC Terzo volo   |
| Ingegnere di volo / Cosmonauta ricercatore | Aleksandr Ivančenkov, NPOE Saljut 6 EO-2 Primo volo  | Sigmund Jähn, Intercosmos Primo volo |

L'equipaggio lanciato nello spazio a bordo di questa navicella spaziale era formato dal comandante Uladzimir Vasil'evič Kavalënak (al suo secondo volo nello spazio) e dall'ingegnere di bordo Aleksandr Sergeevič Ivančenkov (al suo primo volo nello spazio).
Il veterano delle missioni Vostok 5 e Sojuz 22 Valerij Fëdorovič Bykovskij accompagnato dal primo tedesco nello spazio, Sigmund Jähn, (lanciati a bordo della Sojuz 31) faranno ritorno a terra a bordo di questa capsula.

### Equipaggio di riserva
| Ruolo             | Equipaggio             | Equipaggio             |
| ----------------- | ---------------------- | ---------------------- |
| Comandante        | Vladimir Ljachov, GCTC | Vladimir Ljachov, GCTC |
| Ingegnere di volo | Valerij Rjumin, NPOE   | Valerij Rjumin, NPOE   |

## Missione

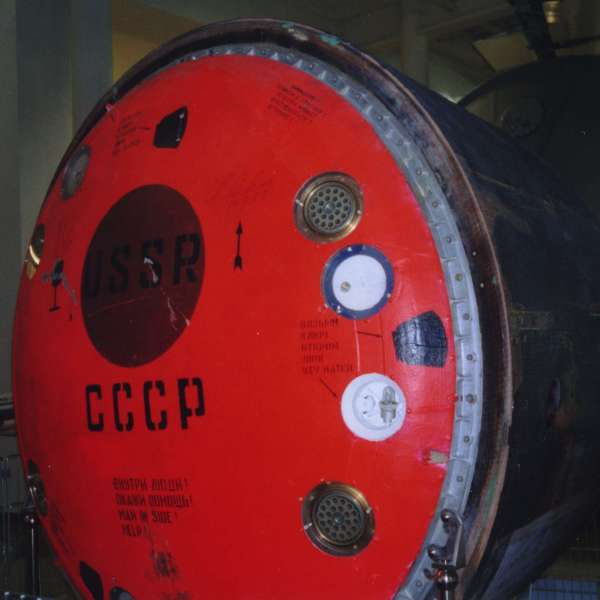
La capsula d’atterraggio della Sojuz 29 nel Deutsches Museum di Monaco di Baviera

Kavalënak e Ivančenkov formarono il secondo equipaggio base (Saljut 6 EO-2) della stazione spaziale Saljut 6. Prima di poter iniziare con i vari esperimenti in programma, dovettero effettuare diversi lavori di manutenzione e di ripristino dell'operatività della stazione spaziale. Con l'aiuto degli equipaggi ospite poterono essere effettuati molteplici esperimenti. Infatti durante la loro permanenza nello spazio vennero visitati da due equipaggi del programma Intercosmos. Il secondo equipaggio ospite lasciò la loro capsula di lancio per far ritorno a bordo della Sojuz 29 e consentire con ciò una permanenza ulteriormente prolungata nei confronti dei programmi di missione originari all'equipaggio base. Kavalënak e Ivančenkov rimarranno infatti nello spazio per quasi 140 giorni facendo ritorno a terra il 2 novembre 1978.
La capsula d'atterraggio della Sojuz 29 è attualmente esposta presso il Deutsches museum di Monaco di Baviera quale prestito del museo storico militare della Bundeswehr (Militärhisorisches Museum o semplicemente Armeemuseum) di Dresda, il quale attualmente è per la maggior parte chiuso a causa di lavori di ristrutturazione.

## Ulteriori dati di volo
- Aggancio alla Saljut 6: 16 giugno 1978, 21:58:14 UTC
- Distacco dalla Saljut 6: 3 settembre 1978, 08:20 UTC
- Atterraggio equipaggio originale: 2 novembre 1978 a bordo di Sojuz 31 11:04:17 UTC 180 km a sud-ovest di  Dzhezkazgan, RSS di Kazakistan
- Durata per l'equipaggio originale: 139 giorni, 14 ore, 48 min
- Orbite terrestri per l'equipaggio originale: 2.203
- Denominazione Astronomica Internazionale: 1978-61

I parametri sopra elencati indicato i dati pubblicati immediatamente dopo il termine della fase di lancio. Le continue variazioni ed i cambi di traiettoria d'orbita sono dovute alle manovre di aggancio. Pertanto eventuali altre indicazioni risultanti da fonti diverse sono probabili ed attendibili in considerazione di quanto descritto.

## Letteratura
- Sigmund Jähn: Erlebnis Weltraum; Militärverlag der Deutschen Demokratischen Republik Berlin 1983 (tedesco)